# In My Lifetime, Vol. 1
Pour les articles homonymes, voir In My Life.
Albums de Jay-Z
Reasonable Doubt
(1996) Vol. 2... Hard Knock Life
(1998)
Singles
1. Who You Wit
Sortie : 20 mai 1997
2. (Always Be My) Sunshine
Sortie : 16 septembre 1997
3. The City Is Mine
Sortie : 3 février 1998
4. Wishing on a Star
Sortie : 12 mars 1998

In My Lifetime, Vol. 1 est le deuxième album studio du rappeur américain Jay-Z, sorti en 1997. Il s'est vendu à plus de 1,5 million d'exemplaires aux États-Unis et a été certifié disque de platine par la RIAA le 26 janvier 1998. Cependant, malgré le succès commercial, l'album est très critiqué par la communauté Hip-hop lui reprochant d’être trop commercial en s'orientant vers des sonorité plus pop et moins rap.
En décembre 2013, Jay-Z fait une rétrospective de sa carrière et établit un classement de ses propres albums studio : il classe In My Lifetime, Vol. 1 à la 7e place sur 12, en précisant que « "Sunshine" a tué cet album… merde… Streets, Where I’m from, You Must Love Me… ».

## Liste des titres
| No  | Titre                                                     | Producteur(s)                                                    | Durée |
| --- | --------------------------------------------------------- | ---------------------------------------------------------------- | ----- |
| 1.  | Intro / A Million & One Questions / Rhyme No More         | DJ Premier                                                       | 3:21  |
| 2.  | The City Is Mine (featuring Blackstreet)                  | Teddy Riley, Chad Hugo                                           | 4:02  |
| 3.  | I Know What Girls Like (featuring Lil' Kim & Puff Daddy)  | Sean "Puffy" Combs, Ron "Amen-Ra" Lawrence pour The Hitmen       | 4:50  |
| 4.  | Imaginary Player                                          | Daven "Prestige" Vanderpool pour The Hitmen                      | 3:57  |
| 5.  | Streets Is Watching                                       | Ski                                                              | 3:58  |
| 6.  | Friend or Foe '98                                         | DJ Premier                                                       | 2:09  |
| 7.  | Lucky Me                                                  | Steven "Stevie J" Jordan pour The Hitmen, Buckwild pour D.I.T.C. | 5:00  |
| 8.  | (Always Be My) Sunshine (featuring Foxy Brown & Babyface) | Daven "Prestige" Vanderpool pour The Hitmen                      | 4:43  |
| 9.  | Who You Wit II                                            | Ski                                                              | 4:29  |
| 10. | Face Off (featuring Sauce Money)                          | Poke and Tone                                                    | 3:31  |
| 11. | Real Niggaz (featuring Too $hort)                         | Anthony Dent                                                     | 5:07  |
| 12. | Rap Game / Crack Game                                     | Big Jaz                                                          | 2:40  |
| 13. | Where I'm From (scratches par DJ Premier)                 | Deric "D-Dot" Angelettie, Ron "Amen-Ra" Lawrence pour The Hitmen | 4:26  |
| 14. | You Must Love Me (featuring Kelly Price)                  | Nashiem Myrick pour The Hitmen                                   | 5:47  |

| 15. | Wishing on a Star (D'Influence Remix)  |              |  |
| 16. | Wishing on a Star (Trackmasters Remix) | Trackmasters |  |

## Samples
- Intro / A Million and One Questions / Rhyme No More contient des samples de One in a Million d'Aaliyah, de Let Me Go de Latimore, de Car of Love de The Main Ingredient et de Cause I Need It de Dorothy Ashby
- The City Is Mine contient des samples de You Gonna Make Me Love Somebody Else de The Jones Girls et de You Belong to the City de Glenn Frey
- I Know What Girls Like contient des samples de I Know What Boys Like de The Waitresses et de Let's Go All The Way de Sly Fox
- Imaginary Player contient un sample de Imaginary Playmates de Rene & Angela
- Streets Is Watching contient un sample de I Got The de Labi Siffre
- Friend Or Foe '98 contient un sample de Car of Love de The Main Ingredient
- (Always Be My) Sunshine contient des samples de Rockin It de Fearless Four et de Sunshine d'Alexander O'Neal
- Who You Wit II contient un sample de Night Love de Jeff Lorber Fusion
- Face Off contient un sample de Soul Makossa de Manu Dibango
- Rap Game / Crack Game contient des samples de Fopp de The Ohio Players, de Represent de Nas et de Myintrotoletuknow d'OutKast (voix d'André 3000)
- Where I'm From contient un sample de Let Your Hair Down d'Yvonne Fair, de Young G's de P. Diddy (voix de Jay-Z) et de Me & My Bitch de The Notorious B.I.G. (extrait d'une interlude où B.I.G. dit : « Brooklyn » pour répondre au titre « Where I'm From »- d'où je viens)
- You Must Love Me contient un sample de What I'm Waiting For de The O'Jays

## Classements
| Classement (1997)                | Meilleure position |
| -------------------------------- | ------------------ |
| Billboard 200                    | 3                  |
| Billboard Top R&B/Hip-Hop Albums | 1                  |

| Année | Titre                   | Billboard Hot 100 | Hot R&B/Hip-Hop Songs | Hot Rap Singles |
| ----- | ----------------------- | ----------------- | --------------------- | --------------- |
| 1997  | Who You Wit             | 84                | 25                    | 18              |
| 1997  | (Always Be My) Sunshine | 95                | 37                    | 16              |
| 1998  | The City Is Mine        | 52                | 37                    | 14              |